# Hymenium
Unter dem Hymenium (deutsch Fruchtschicht) versteht man den Ort der Meiosporenbildung von Schlauch- und Ständerpilzen, das sich im makroskopisch sichtbaren Hyphengeflecht des Fruchtkörpers befindet. Die Meiosporencysten – je nach Pilzgruppe spricht man von Asci bzw. Basidien – sind dabei in dünner Schicht palisadenförmig angeordnet. Oft liegen zwischen den sporenbildenden Zellen sterile Endabschnitte von Pilzfäden. Der Träger des Hymeniums ist das Hymenophor.